# Petr Domanický
Petr Domanický (* 8. dubna 1973 Plzeň) je pracovník památkové péče a kurátor sbírek a výstav v Západočeské galerii v Plzni. Je autorem a spoluautorem knih zabývajících se architekturou Plzně a Plzeňského kraje.

## Život
V letech 1991–1997 vystudoval Fakultu architektury ČVUT v Praze. Po dokončení studií začal pracovat v plzeňském pracovišti Národního památkového ústavu, nejprve jako odborný referent v oblasti koncepce a dohledu nad opravami památek pro město Plzeň, od roku 1997 pro Manětínsko a od roku 2003 do roku 2009 pro Sušici. Současně prováděl průzkum architektury 1. poloviny 20. století na Plzeňsku, přičemž nabyté poznatky využil při přípravě návrhů na prohlášení některých staveb kulturními památkami či prohlášení plzeňské vilové čtvrti Bezovka za městskou památkovou zónu.
V roce 2009 přešel do Západočeské galerie v Plzni, kde se stal kurátorem nově budované sbírky architektury. Věnuje se přednáškové a publikační činnosti.

## Knihy
- Plzeň v době secese, Plzeň 2005 (spolu s Jaroslavou Jedličkovou).
- Lesk, barvy a iluze : architektura Plzně v šedesátých letech (2013)
- Průvodce architekturou města od počátku 19. století do současnosti (2013)
- Hanuš Zápal: 1885-1964 : architekt Plzeňska (2015).

## Výstavy
- Umění českého západu. Sdružení západočeských výtvarných umělců 1925-1951 společně s Petrem Jindrou (6/2010 – 9/2010) [5]
- Loos - Plzeň - souvislosti / Loos - Pilsen - connections společně s Petrem Jindrou (11/2011 – 2/2012)[6]
- Mikoláš Aleš v Plzni s I. Jonákovou a J. Merglem (9/2013 – 11/2013) [7]
- LESK, BARVY A ILUZE. Architektura Plzně v šedesátých letech (11/2013 – 2/2014)[8]
- Hanuš Zápal (1885-1964). Architekt Plzeňska (7.10.2015 – 7.2.2016)[9]

### Ohlasy, rozhovory
- 20190201 | Rozhovor. Petr Domanický: V Loosově interiéru bych bydlet nechtěl (vltava.rozhlas.cz). (Verif. 20190202)